# Wildgerlosspitze
Wildgerlosspitze är ett berg i Österrike. Det ligger i distriktet Zell am See och förbundslandet Salzburg, i den centrala delen av landet. Toppen på Wildgerlosspitze är 3 280 meter över havet.
Den högsta punkten i närheten är Reichenspitze, 3 303 meter över havet, 1,1 km sydost om Wildgerlosspitze.
Trakten runt Wildgerlosspitze består i huvudsak av kala bergstoppar och isformationer.